# Lucrecia Zappi
Lucrecia Zappi (Buenos Aires, 1972) é uma jornalista, tradutora e escritora brasileira. 

## Biografia
Nascida na Argentina, mudou-se para São Paulo aos 4 anos de idade. Estudou na Cidade do México e em Amsterdã. Voltou para o Brasil e trabalhou como repórter do jornal Folha de S. Paulo. Fez mestrado em Criação Literária na Universidade de Nova York.
Seu romance de estreia, Onça Negra, foi publicado também na Espanha e no México, com o título de Jaguar Negro.

## Obras
- 2013 - Onça Preta (Benvirá)
- 2017 - Acre (Todavia)

### Infanto-juvenil
- 2009 - Mil-folhas (CosacNaify) - Prêmio internacional Ragazzi